# Мокрани
Мокрани(біл. Макраны) — прикордонне агромістечко в Білорусі, Малоритському районі, Берестейській області. Населення — 613 осіб (дані за 2019 рік).

## Географія
Мокрани розташовані 12 км на північний схід від Малорити. В 3 км на схід проходить кордон з Україною.

## Історія
Перша згадка Мокран в літературі — 1546 рік. В 1663 році тут була заснована церква Різдва Богоматері. Вже в 17 ст. тут існувала поштова станція.
Після третього розділу Речі Посполитої(1795) Мокрани опинились в складі Російської імперії.
8 Липня 1863 року тут відбулася битва між повстанцями та армією Російської Імперії.
Після Ризького мирного договору(1921) Мокрани опинились у складі Польської республіки, а після поділу Польщі опинилась у складі БРСР.
Після відновлення незалежності білорусі (25 серпня 1991) Мокрани опинились у складі Білорусі.